# GSC4306-1396
GSC4306-1396 — хімічно пекулярна зоря спектрального класу A4, що має видиму зоряну величину в
смузі V приблизно  9.4.
.